# Kranas americký
Kranas americký (Seriola lalandi) je ryba patřící do čeledi kranasovití (Carangidae) a rodu kranas (Seriola). Obývá subtropické vody Indo-Pacifiku, Tichého oceánu i Atlantiku. Měří asi 2,5 metru.

## Taxonomie
Kranas americký je ryba patřící do čeledi kranasovití (Carangidae) a rodu kranas (Seriola). Popsal jej Achille Valenciennes v roce 1833 a rodové jméno pochází z latiny a odkazuje na velký hliněný hrnec. Existují tato vědecká synonyma: Halatractus dorsalis, Lichia pappei, Seriola aureovittata, Seriola banisteri, Seriola dorsalis, Seriola foncki, Seriola fonki, Seriola grandis, Seriola lalandei a Seriola lalandei dorsalis. Druh tvoří mnoho subpopulací, které byly považovány i za jednotlivé druhy.

## Výskyt
Druh obývá subtropické vody, vyskytuje se v Indo-Pacifiku (Japonsko, Austrálie, Jihoafrická republika, Nový Zéland a jiné), východním Tichém oceánu (Galapágy, západ Spojených států) a na východě a jihozápadě oceánu Atlantského (například Brazílie). K životu dává přednost teplotám mezi 18 °C až 24 °C a hloubce 3 až 825 metrů. Dospělci jsou bento-pelagičtí, někdy vstupují do říčních ústí.

## Popis
Kranas americký je asi 2,5 metrů dlouhá ryba s hmotností až 36,3 kg. Tělo je zbarveno indigově, boky a břicho mají barvu stříbrnou, a protíná jej bronzový pruh. Ploutve jsou zabarveny žlutě. Druh je citlivý na hluk.
Hřbetní ploutev (tvrdé paprsky): 5 – 6; hřbetní ploutev (měkké paprsky): 33 – 35; řitní ploutev (tvrdé paprsky): 2 – 3; řitní ploutev (měkké paprsky): 20 – 21.

## Chování

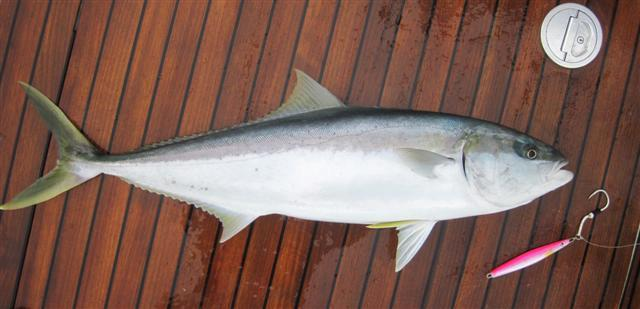
Kranas americký ulovený v Brazílii

Kranas americký žije většinou samotářský život, může však tvořit i menší skupinky. U druhu bylo pozorované nezvyklé altruistické chování: v případě, že je některý jedinec zraněný, jiný kranas mu pomáhá plavat. Teritorium si nevydržuje.
Kranas americký žere hlavně jiné druhy ryb, jako jsou sledi nebo makrely, nepohrdne však ani hlavonožcem. Rozmnožování probíhá v období od prosince do ledna (teplota vody musí být vyšší než 17 °C), druh je polygamní. Námluvy trvají okolo hodiny, samec při nich plave pod břichem samice a dotýká se jejího pohlavního ústrojí, dvojice zároveň předvádí nevyzpytatelné plavecké kreace. Samotné tření trvá okolo 20 sekund a během něj může samice naráz uvolnit až 150 vajíček, která samec oplodní. Z nich se vylíhnou asi po 105 hodinách larvy, které nemají vyvinuté oči ani trávicí soustavu; tyto vlastnosti se u nich objeví až čtvrtý den po vylíhnutí. Mláďata tvoří u pobřežních vod rybí školky. Loví při východu a západu slunce a konzumují zooplankton a malé rybky. Samice dosáhnou pohlavní dospělosti asi za tři roky, kdy měří asi 60 až 70 cm; samci se někdy mohou rozmnožovat již ve věku 1 roku. Kranas americký se může dožít až 12 let, ve volné přírodě je však délka života kratší. Mezi přirozené nepřátele patří například žralok bílý (Carcharodon carcharias) či lachtan kalifornský (Zalophus californianus), na kranasovi pak parazitují například motolice (Trematoda) či tasemnice (Cestoda).

## Vztah s lidmi
Kranas americký je vysoce ceněná sportovní ryba, méně často konzumní ryba. Druh je vyhledáván zvláště v Austrálii, ročně je odloveno asi 130 tun těchto ryb v Novém Jižním Walesu a 50 tun v Západní Austrálii. I přes rybolov populace neklesá a vzhledem k výskytu v řadě chráněných oblastí považuje Mezinárodní svaz ochrany přírody kranase amerického za málo dotčený druh.